# Sécessionnisme en Australie-Occidentale

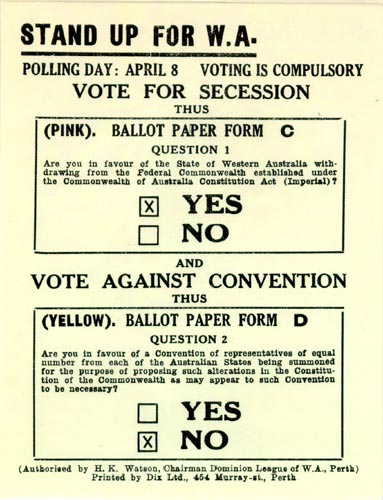
Bulletin sécessionniste Comment voter, 1933

Le sécessionnisme a été une caractéristique récurrente du paysage politique d'Australie-Occidentale depuis la colonisation européenne en 1829. L'idée d'auto-gouvernance ou sécession a souvent été discutée à travers des articles et des éditoriaux de journaux locaux et, à plusieurs reprises, a fait surface au cours d'événements très médiatisés dont un référendum d'État en 1933. Des groupes organisés ont été créés pour agir lorsque les évènements étaient en leur faveur.
Les arguments en faveur de la sécession sont fondés sur l'hypothèse selon laquelle un gouvernement fédéral basé à Canberra favoriserait les intérêts commerciaux et les populations des endroits les plus peuplés. On a dit que l'Australie-Occidentale est un État oublié, un État-Cendrillon — contribuant davantage aux fonds fédéraux qu'il n'en bénéficie — victime de discrimination de la part des États plus peuplés.
Dans l'économie moderne, l'Australie-Occidentale est l'État le plus prospère pour ce qui est du revenu par habitant : 45 277 dollars australiens en 2003-2004 par rapport à la moyenne nationale de 39 234 dollars.

## Auto-gouvernance coloniale
Des pétitions demandant des élections représentatives pour certains des postes au Conseil législatif d'Australie-Occidentale furent présentées à Londres en 1865 et 1869. Cela est accordé en 1870, mais le droit de veto du gouverneur est maintenu.
En 1887, une nouvelle constitution incluant le droit d'auto-gouvernance est rédigée et, en 1890, la loi prévoyant l'autonomie gouvernementale est adoptée par la Chambre des communes britannique et approuvée par la reine Victoria.

## Auralia, le mouvement sécessionniste des goldfields

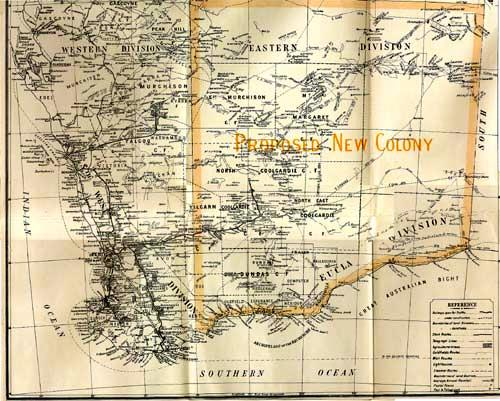
Carte montrant les frontières proposées pour la nouvelle colonie d'Auralia

Après plusieurs années de lobbying, en 1899, à l'issue d'une campagne bien organisée, une pétition fut présentée au gouverneur d'Australie occidentale, le Lieutenant-Colonel Sir Gerard Smith (en), intitulée « Pétition à Sa Majesté la Reine des résidents de l'Eastern Goldfields, avec une réfutation des déclarations faites dans la pétition, par Sir John Forrest » argumentant pour la séparation de la région d'avec la colonie d'Australie-Occidentale. Le gouvernement d'Australie-Occidentale, dirigé par le Premier ministre John Forrest, dans le même temps, vacillait dans son soutien à la fédération naissante dans la mesure où il pensait pouvoir trouver une meilleure solution pour l'État alors qu'il était soumis à la pression des comités des autres États afin d'organiser un référendum pour la fédération.
Les gouvernements des autres États saisirent cette opportunité pour le menacer secrètement, disant que son refus d'appuyer le projet de fédération pourrait signifier son approbation aux séparatistes des goldfields. Ceci, au moins partiellement, encouragea le gouvernement d'Australie-Occidentale à se joindre au mouvement fédéraliste.

## Fédération
En 1900, l'Australie-Occidentale, ainsi que les cinq autres colonies britanniques votent le fait de rejoindre la fédération australienne, sous les règles de la constitution Australienne. Environ 64 000 des 96 000 électeurs de l'Australie occidentale votèrent pour cette fédération bien que la plupart des circonscriptions électorales aient voté non, à l'exception d'Albany et des Goldfields qui votèrent oui.
La constitution, entrée en vigueur le 1er janvier 1901, indique dans son préambule :

« Attendu que les peuples de New South Wales, Victoria, Australie du Sud, Queensland et de la Tasmanie, s'appuyant humblement sur la bénédiction de Dieu Tout-Puissant, sont convenus de s'unir dans un commonwealth fédéral indissoluble sous la Couronne du Royaume-Uni de Grande-Bretagne et d'Irlande, et en vertu de la Constitution instituée.
Et considérant qu'il est opportun de prévoir l'admission dans la Communauté des autres colonies d'Australasie et possessions de la Reine… »

L'Australie-Occidentale ne fut pas explicitement mentionnée dans le préambule, son vote ayant été reporté trop tard pour que le document puisse être remanié.

## Le mouvement sécessionniste Westralian en 1974

Drapeau du "Dominion de Westralia" proposé en 1934

Le magnat du minerai de fer Lang Hancock, fonda le mouvement sécessionniste Westralian en 1974. Son mouvement se concentrait en grande partie sur les taxes et les droits de douane arguant que les restrictions au libre échange mettaient l’État en péril, particulièrement les mines et les exportations de blé. À l'élection sénatoriale de 1974, le parti proposa infructueusement Don Thomas en tant que candidat.
L'économie de l'Australie était cependant dans une phase d'expansion avec des investissements dans d'importants travaux et la prospérité atteignait son plus haut niveau historique. Le mouvement a stagné au bout de quelques années.

## Situation actuelle
Le 22 octobre 2008, lors d'une conférence publique, l'ancien Premier ministre d'Australie-Occidentale, Richard Court, a indiqué que le mouvement sécessionniste était fortifié par le gouvernement fédéral qui continuait d'exploiter l'économie de l'État, riche en ressources naturelles, et ne partageait pas équitablement la prospérité. Il a soutenu que l'Australie-Occidentale intervenait pour 35 % des recettes d'exportation du pays mais que la plupart de ces recettes étaient utilisées pour renforcer le pouvoir financier grandissant de Canberra. L'État abrite environ 9 à 10% de la population du pays, génère plus de 10% des recettes mais ne reçoit que 6% des sommes distribuées. Court a souligné que si le gouvernement fédéral continue sur la voie actuelle, en 2020 l'Australie-Occidentale ne recevra que 5% des sommes distribuées par la Commission des subventions du Commonwealth. L'ancien premier ministre a déclaré qu'il ne préconisait pas la sécession, mais il a souligné qu'il fallait résoudre le déséquilibre financier et qu'il était « temps de le faire maintenant ».

### Traductions
1. ↑  (en) « Petition to Her Majesty the Queen from persons residing on the Eastern Goldfields, together with a refutation of the statements made in the petition, by Sir John Forrest »
2. ↑  (en) « Whereas the people of New South Wales, Victoria, South Australia, Queensland, and Tasmania, humbly relying on the blessing of Almighty God, have agreed to unite in one indissoluble Federal Commonwealth under the Crown of the United Kingdom of Great Britain and Ireland, and under the Constitution hereby established.
And whereas it is expedient to provide for the admission into the Commonwealth of other Australasian Colonies and possessions of the Queen… »